# 洗马镇 (湄潭县)
洗马镇，是中华人民共和国贵州省遵义市湄潭县下辖的一个乡镇级行政单位。
2013年11月23日，贵州省人民政府批复同意撤销洗马乡建制，设置洗马镇，镇人民政府驻杨家山村。

## 行政区划
洗马镇下辖以下地区：
杨家山村、新场村、团结村、梅子坝村、双合村和潘家寨村。